# 紅紋榧螺
紅紋榧螺（学名：Olivella lacanientai）为榧螺科小彈頭螺屬下的一个种。